# 大和町立東小学校
大和町立東小学校 （やまとちょうりつ ひがししょうがっこう）は、かつて岐阜県郡上郡大和町（現・郡上市）に存在した公立小学校。

## 概要
- 現在の郡上市大和町栗巣・大和町古道が校区の小学校であった。2001年廃校。
- 校舎は改修され、岐阜県立郡上特別支援学校として使用されている。

## 沿革
東小学校は、1956年に大和村立南小学校下栗巣分校が独立して開校した小学校であった。ここではそれ以前についても記述する。
- 1873年（明治6年） - 西俣村に西俣学校[注釈 2]が開校。
- 1875年（明治8年） - 西俣村と母袋村が合併し、栗巣村が発足。
- 1882年（明治15年） - 母袋学校を西俣学校に統合する。
- 1886年（明治19年） - 下栗巣簡易科小学校に改称する。
- 1893年（明治26年） - 下栗巣尋常小学校に改称する。
- 1897年（明治30年）4月1日 - 徳永村、河辺村、神路村、牧村、古道村、栗巣村が合併し、山田村が発足。
- 1898年（明治31年） - 徳永尋常小学校に統合され、徳永尋常小学校下栗巣分教場となる。
- 1901年（明治34年） - 山田尋常高等小学校下栗巣分教場に改称する。
- 1928年（昭和3年） - 山田尋常小学校下栗巣分教場に改称する。
- 1941年（昭和16年）4月1日 - 山田国民学校下栗巣分教場となる。
- 1942年（昭和17年）4月 - 高等科を設置。
- 1947年（昭和22年） - 山田村立山田小学校下栗巣分校に改称する。山田中学校下栗巣分校を併設。
- 1955年（昭和30年）3月28日 - 西川村、弥富村、山田村が合併し、大和村が発足。同時に大和村立山田小学校下栗巣分校に改称する。
- 1956年（昭和31年）4月1日 - 山田小学校下栗巣分校が独立し、大和村立東小学校として開校。同時に山田小学校古道分校、山田小学校上栗巣分校は東小学校に移り、東小学校古道分校、東小学校上栗巣分校となる。
- 1963年（昭和38年） - 敷地内での井戸の工事で、地下4mから縄文時代の土器の破片が多数見つかる。後に1個体（加曾利E式深鉢）を復元[1]。
- 1967年（昭和42年） - 古道分校が古道冬季分校となる。
- 1970年（昭和45年）3月 - 併設の大和中学校下栗巣分校を廃止。
- 1976年（昭和51年） - 古道冬季分校を廃止。
- 1980年（昭和55年） - 新校舎が完成。
- 1981年（昭和56年） - 上栗巣分校を廃止。
- 1985年（昭和60年）11月1日 - 町制施行により大和町となる。同時に大和町立東小学校に改称する。
- 2001年（平成13年）3月31日 - 南小学校に統合され、廃校[2]。